# Сестрољински дани преображења
Сестрољински дани преображења, су културно – духовна црквено-народна манифестација која се сваке године одржава, крај манастира Сестрољин, у селу Пољана надомак Пожаревца, на празник Преображења .  
По традицији овај црквено-народни скуп је организовала Црквена општина Пољана до почетка Другог светског рата. Након промена 2000. године обновљена је манифестација, коју данас заједно са Црквеном општином Пољана организују: град Пожаревац, Месна заједница Пољана, Центар за културу Пожаревац, Tуристичка организација Града Пожаревца, KУД „Младост“ и Етно секција из Пољане. Преображењски скуп на овом светом месту, осмишљен са циљем да се сачува изворно народно стваралаштва и сачува српска црквена традиција саборовања.
Тога дана на Преображенској литургији освећује се ново грожђе, а након тога у порти се, по традицији, одржава свечана српска шетња и коло. У оквиру манифестације организује се и ликовна колонија.
У поподневном програму учествују бројна културно – уметничка друштва из Србије и дијаспоре, као и значајни уметници духовне и народне музике Србије.